# Dibamus vorisi
Dibamus vorisi là một loài thằn lằn trong họ Dibamidae. Loài này được Das & Lim mô tả khoa học đầu tiên năm 2003.